# Ејдријан (Орегон)
Ејдријан (енгл. Adrian) град је у америчкој савезној држави Орегон.

## Демографија
По попису из 2010. године број становника је 177, што је 30 (20,4%) становника више него 2000. године.
| Група             | 2000.       | 2010.       |
| Белци             | 120 (81,6%) | 122 (68,9%) |
| Афроамериканци    | 0 (0,0%)    | 0 (0,0%)    |
| Азијати           | 0 (0,0%)    | 2 (1,1%)    |
| Хиспаноамериканци | 22 (15,0%)  | 48 (27,1%)  |
| Укупно            | 147         | 177         |